# Хуан Пабло Раба
Хуан Пабло Раба (ісп. Juan Pablo Raba) - колумбійський актор.

## Біографія
Народився в Колумбії, ріс в Аргентині і Іспанії. Названий на честь діда Хуана і двоюрідного брата Пабло.
Здобув освіту в академії «Actuemos». Також, відвідував кілька майстерень акторської майстерності (Taller De Creacion De Personaje», Taller de Actuacion, Taller de Expresion Corporal), де його навчали пластиці тіла і роботою над створенням вигаданого образу.

## Кар'єра
Відомий, перш за все, за роллю Орестес в теленовели «Моя прекрасна товстушка» (один з небагатьох венесуельських проектів актора; в основному він знімається в колумбійському кіно). Також, Хуан знімався в таких серіалах, як «Нарко», «Агенти Щ.И.Т.» і «Шість» .
У 2017 році на екрани вийшов кримінальний трилер «Постріл в безодню» з Ніколай Костер-Валдау, в якому Хуан виконав роль Германа Гомеса, ватажка банди «Sureños», в 2018 році - гостросюжетний бойовик «М'ята» з Дженніфер Гарнер, в якому Хуан зіграв Дієго Гарсія.
У лютому 2021 року в прокат вийшов екшн-трилер «Захисник» за участю актора. Головну роль у фільмі виконав Ліам Нісон.

## Особисте життя
У 2001 році почав зустрічатися телеведучої і моделлю Монікою Патрісією Фонсека Дельгадільо. 8 серпня 2001 року в США в штаті Маямі вони одружилися і у них народився син, Хоакін Раба Фонсека 2009 року.

## Фільмографія
| Рік         | Українська назва                  | Оригінальна назва                     | Персонаж                              | Країна                |
| ----------- | --------------------------------- | ------------------------------------- | ------------------------------------- | --------------------- |
| 1998        | Любов в формі                     | «Amor en forma»                       | Едуардо                               | Колумбія              |
| 2000        | Королева жертви                   | «La reina de Queens»                  | Андрес Васкес                         | Колумбія              |
| 2001        | Хай живе Пепа!                    | «Viva la Pepa»                        | Луїс Анхель Пердомо                   | Венесуела             |
| 2001        | Моя люба дівчинка                 | «La Niña de mis ojos»                 | Алехандро Рондон                      | Венесуела             |
| 2002 - 2003 | Моя прекрасна товстушка           | «Mi gorda bella»                      | Орестес Вільянуева Меркурі            | Венесуела             |
| 2004        | Навіжена Анастасія                | «Estrambótica Anastasia»              | Ауреліано Паз                         | Венесуела             |
| 2005        | Заради любові Глорії              | «Por amor a Gloria»                   | Естебан Марін Посада                  | Колумбія              |
| 2006        | Кільце компромісів                | «Anillo de compromiso»                | Феде                                  | Колумбія              |
| 2006        | Незаміжня і без домовленості      | «Soltera y sin compromiso»            | Хайме Вільяльба                       | Венесуела             |
| 2006        | Оголошую вас чоловіком і дружиною | «Y los declaro marido y mujer»        | Хуан Андрес Гутьерес                  | Венесуела             |
| 2007        | Дівоча бабуся                     | «Una abuela virgen»                   | Карлос                                | Венесуела             |
| 2007 - 2009 | В останню мить                    | «Tiempo final»                        |                                       | Колумбія              |
| 2007        | Ні такі довгі... ні такі короткі  | «Ni tan largos ... ni tan cortos»     | Карлос                                | Венесуела             |
| 2007        | Чисті коштовності                 | «Puras joyitas»                       | Біготе                                | Венесуела             |
| 2007        | Крутий поворот кохання            | «Sobregiro de amor»                   | Мартін Монсальва                      | Колумбія              |
| 2008        | Картель жаб                       | «El cartel de los sapos»              | Піруліто                              | Колумбія              |
| 2009        | Свідомість                        | «Mental»                              | Рей Ернандес                          | США, Канада, Колумбія |
| 2010        | Брутальні джентльмени             | «Los caballeros las prefieren brutas» | Алехандро Ботеро                      | Колумбія              |
| 2015        | Нарко                             | Narcos                                | Густаво Гавіріа                       | США                   |
| 2015        | Агенти Щ.И.Т.                     | Agents of S.H.I.E.L.D.                | Джоуї                                 | США                   |
| 2017        | Шість                             | Six                                   | Ріккі «Будда» Ортіс                   | США                   |
| 2017        | Постріл в безодню                 | Shot Caller                           | Герман Гомес, ватажок банди «Sureños» | США                   |
| 2018        | Операція «Ентеббе»                | 7 Days in Entebbe                     | Жуан Пабло                            | Велика Британія       |
| 2018        | М'ята                             | Peppermint                            | Дієго Гарсія                          | США                   |
| 2018        | Арештант no name                  | Imprisoned                            | Ділан Берк                            | США                   |
| 2021        | Захисник                          | The Marksman                          | Маурісіо                              | США                   |
| 2023        | Фрілансер                         | Freelance                             | Хуан Венегас                          | США                   |